# Ixora lawsonii
Ixora lawsonii là một loài cây bụi nhỏ thuộc họ Cà phê (Rubiaceae). Nó là loài đặc hữu của miền nam Ấn Độ.